# Femte Thule Expedition
|  | Denne artikel er oprettet af botten Steenthbot ud fra en ekstern database. Den kan derfor have sproglige fejl eller mangler. Denne skabelon kan fjernes efter kontrol af indholdet. |

Femte Thule Expedition er en dansk dokumentarisk optagelse fra 1921.

## Handling
Sommeroptagelser fra Grønland: Indsejling i en stille fjord, pukkelhvaler i vandet. Et mere uroligt hav dækket af store isflager. Besøg i en bygd: køer malkes og geder slagtes. Masser af små fartøjer, kajakker og konebåde (umiaq), tager imod kongeskibet med Kong Christian X og Dronning Alexandrine ombord. Kajakroerne demonstrerer forskellige manøvrer, bl.a. 'grønlændervending'. En isbjørn ses svømme foran kajak. Sæl sprættes op, de små børn får straks et friskt stykke spæk. En fisker sprætter en havkal (grønlandshaj) op fra sin kajak. Lodder (ammassat) i stimer fanges med net fra klippekanten. De lægges til tørring på klippen. Hundespand trækker hundeslæderne hen over klipperne, der er fart på. Det er usikkert, hvor disse optagelser stammer fra, og om det er 5. Thule-Ekspedition.

## Medvirkende
- Kong Christian X
- Dronning Alexandrine